# Petro Kito
Petro Kito (Llongo, 25 dicembre 1921 – Tirana, 1992) è stato un dirigente d'azienda albanese.
Direttore generale della Radio Televisione Albanese "Radio Televizioni Shqiptar" dal 1944 al 1960, entrò in carica il giorno della liberazione del paese dall'invasione nazifascista, il 29 novembre 1944. In collaborazione con gli stati socialisti dell'epoca, avviò un processo di sviluppo del canale radiofonico e il "Centro Sperimentale Televisivo" che portò negli anni sessanta alla diffusione della televisione nel paese.